# Federica Valeriano
Federica Valeriano est une joueuse italienne de volley-ball née le 15 octobre 1985 à Verceil. Elle mesure 1,79 m et joue au poste de réceptionneuse-attaquante.

## Clubs
| Club                  | Pays   | De           | À         |
| --------------------- | ------ | ------------ | --------- |
| Green Volley Vercelli | Italie | 1998-1999    | 2002-2003 |
| SanMartinese          | Italie | 2003-2004    | 2003-2004 |
| Asystel Volley        | Italie | 2004-2005    | 2005-2006 |
| Busto Arsizio         | Italie | 2006-2007    | 2010-2011 |
| Universal Modena      | Italie | 2011-2012    | 2012-2013 |
| River Volley Piacenza | Italie | janvier 2013 | …         |

## Palmarès
- Coupe de la CEV
  - Vainqueur : 2010.
- Coupe d'Italie
  - Vainqueur : 2013, 2014.
- Challenge Cup
  - Finaliste : 2013.
- Championnat d'Italie
  - Vainqueur : 2013.
- Supercoupe d'Italie
  - Vainqueur : 2013.